# 埃爾帕河
50°47′14.37″N 6°45′43.20″E / 50.7873250°N 6.7620000°E

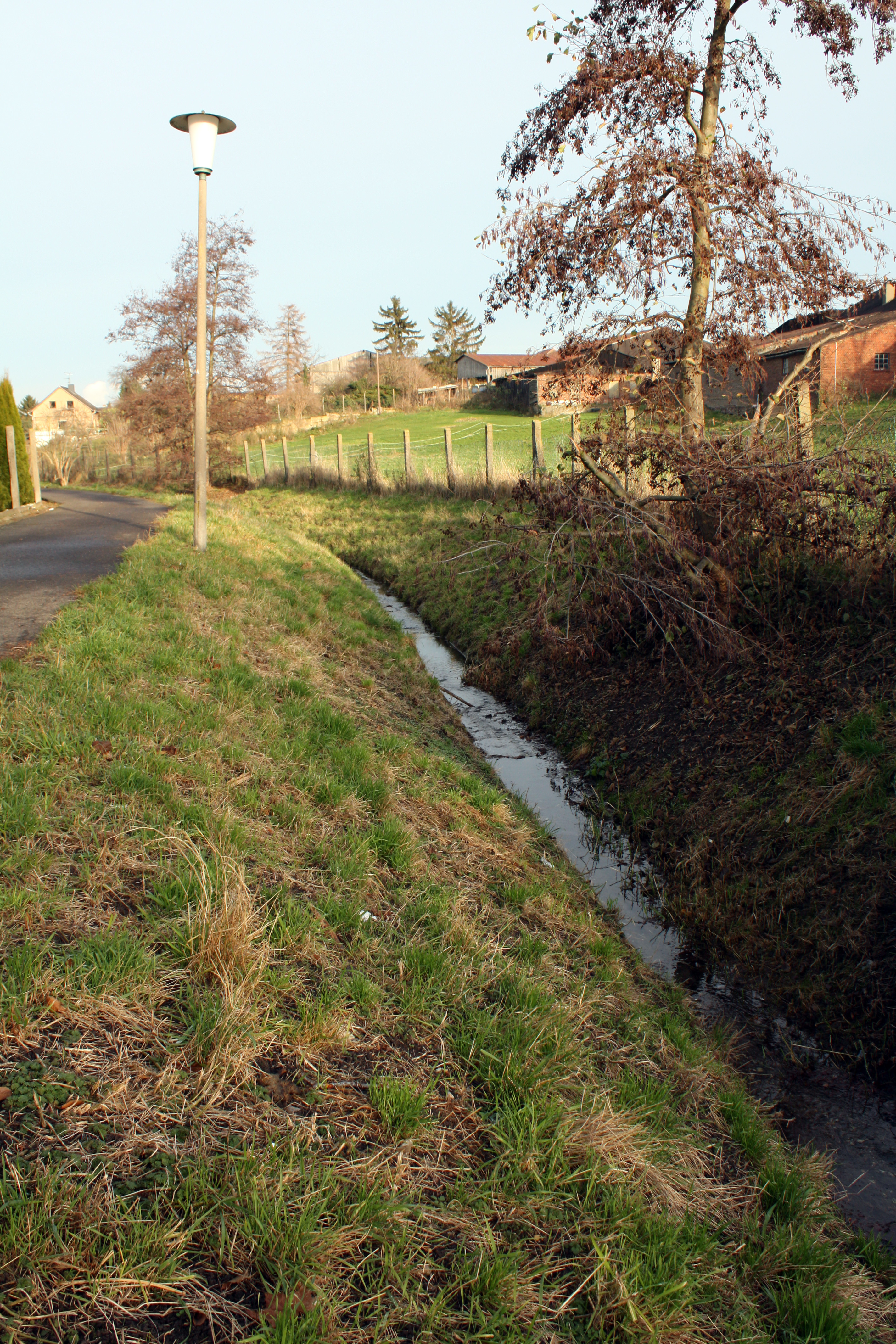

埃爾帕河（德語：Erpa），是德國的河流，位於該國西部，流經北萊茵-威斯特法倫州，屬於羅特巴赫河的支流，處於萊茵-埃爾夫特縣，河道全長10公里。